# (4115) Peternorton
(4115) Peternorton est un astéroïde de la ceinture principale.

## Description
(4115) Peternorton est un astéroïde de la ceinture principale. Il fut découvert le 29 août 1982 à Naoutchnyï par Nikolaï Tchernykh. Il présente une orbite caractérisée par un demi-grand axe de 3,00 UA, une excentricité de 0,04 et une inclinaison de 9,6° par rapport à l'écliptique.

## Compléments